# هوهناو
هوهناو (به آلمانی: Hohenau) یک شهر در آلمان است که در بایرن واقع شده‌است.

## خصوصیات
هوهناو ۴۳٫۱۲ کیلومترمربع مساحت دارد ۸۰۴ متر بالاتر از سطح دریا واقع شده‌است.